# Waveland, Mississippi
Waveland là một thành phố thuộc quận Hancock, tiểu bang Mississippi, Hoa Kỳ. Năm 2010, dân số của thành phố này là 6 435 người.

## Dân số
- Dân số năm 2000: 7 949 người.
- Dân số năm 2010: 6 435 người.